# Bangalaia bipunctipennis
Bangalaia bipunctipennis là một loài bọ cánh cứng trong họ Cerambycidae.